# Yamato Wakatsuki
Yamato Wakatsuki (født 18. januar 2002) er en japansk fodboldspiller.
Han har spillet for flere forskellige klubber i sin karriere, herunder Shonan Bellmare.